# Aristodemo (mitologia)
Aristodemo (in greco antico: Ἀριστόδημος?, Aristòdemos) è un personaggio della mitologia greca. Fu un Eraclide ed era il padre dei primi due re di Sparta.

## Genealogia
Figlio di Aristomaco, sposò Argia (figlia di Autesione) che lo rese padre dei gemelli Procle ed Euristene.

## Mitologia
Fu ucciso da Apollo con un fulmine per non aver consultato l'oracolo (oppure dai figli di Pilade ed Elettra) mentre con i suoi fratelli Temeno e Cresfonte si preparava a partire per l'invasione del Peloponneso. 
Dopo la conquista del Peloponneso i suoi figli divennero i primi due re della Laconia e della città di Lacedomone che in seguito prese il nome di Sparta.